# Fairytale (låt av Alexander Rybak)
Fairytale är en låt med text och musik av Alexander Rybak, som vann Norsk Melodi Grand Prix 2009 med låten som han framförde själv. Låten handlar om Rybaks före detta flickvän. Låten sålde över 60 000 exemplar och blev nr. 1 på VG-listan i Norge. Låten gavs ut som singel av bolaget BpopMentometer. Låten representerade Norge i Eurovision Song Contest 2009, där den även blev vinnarlåten med totalt 387 poäng. Låten går i traditionell norsk halling-takt.
I Dansbandskampen 2009 framfördes låten av The Playtones, då Eurovision Song Contest var kvällens tema i deltävlingens andra omgång.
Alexander Rybak framförde låten i pausen samband med svenska Melodifestivalen 2010.

## Släpphistorik
| Region         | Datum           | Format              |
| -------------- | --------------- | ------------------- |
| Norge          | 12 januari 2009 |                     |
| Tyskland       | 15 maj 2009     |                     |
| Storbritannien | 17 maj 2009     | Digital nerladdning |

## Listplaceringar
| Lista (2009-2010)   | Topplacering |
| ------------------- | ------------ |
| Belgien (Flandern)  | 1            |
| Belgien (Vallonien) | 4            |
| Danmark             | 1            |
| Finland             | 1            |
| Nederländerna       | 2            |
| Norge               | 1            |
| Schweiz             | 3            |
| Spanien             | 35           |
| Sverige             | 1            |
| Österrike           | 10           |

### Fotnoter
1. ↑  Alexander Rybak på 4. plass i Sverige, farojournalen.no Arkiverad 17 maj 2009 hämtat från the Wayback Machine.
2. ↑  Fairytales: Alexander Rybak - Artist Home - EMI Arkiverad 23 maj 2009 hämtat från the Wayback Machine., emimusic.de
3. ↑  Eminem comeback crowns UK chart, BBC, 24 maj 2009
4. ↑  ”Listplacering”. http://www.ultratop.be/nl/showitem.asp?interpret=Alexander+Rybak&titel=Fairytale&cat=s. Läst 5 maj 2011.
5. ↑  ”Listplacering”. http://www.ultratop.be/fr/showitem.asp?interpret=Alexander+Rybak&titel=Fairytale&cat=s. Läst 5 maj 2011.
6. ↑  ”Listplacering”. Arkiverad från originalet den 27 maj 2009. https://web.archive.org/web/20090527065745/http://danishcharts.com/showitem.asp?interpret=Alexander+Rybak&titel=Fairytale&cat=s. Läst 5 maj 2011.
7. ↑  ”Listplacering”. http://finnishcharts.com/showitem.asp?interpret=Alexander+Rybak&titel=Fairytale&cat=s. Läst 5 maj 2011.
8. ↑  ”Listplacering”. http://dutchcharts.nl/showitem.asp?interpret=Alexander+Rybak&titel=Fairytale&cat=s. Läst 5 maj 2011.
9. ↑  ”Listplacering”. http://norwegiancharts.com/showitem.asp?interpret=Alexander+Rybak&titel=Fairytale&cat=s. Läst 5 maj 2011.
10. ↑  ”Listplacering”. http://hitparade.ch/showitem.asp?interpret=Alexander+Rybak&titel=Fairytale&cat=s. Läst 5 maj 2011.
11. ↑  ”Listplacering”. http://spanishcharts.com/showitem.asp?interpret=Alexander+Rybak&titel=Fairytale&cat=s. Läst 5 maj 2011.
12. ↑  ”Listplacering”. http://swedishcharts.com/showitem.asp?interpret=Alexander+Rybak&titel=Fairytale&cat=s. Läst 5 maj 2011.
13. ↑  ”Listplacering”. http://austriancharts.at/showitem.asp?interpret=Alexander+Rybak&titel=Fairytale&cat=s. Läst 5 maj 2011.